# Pai'an jingqi

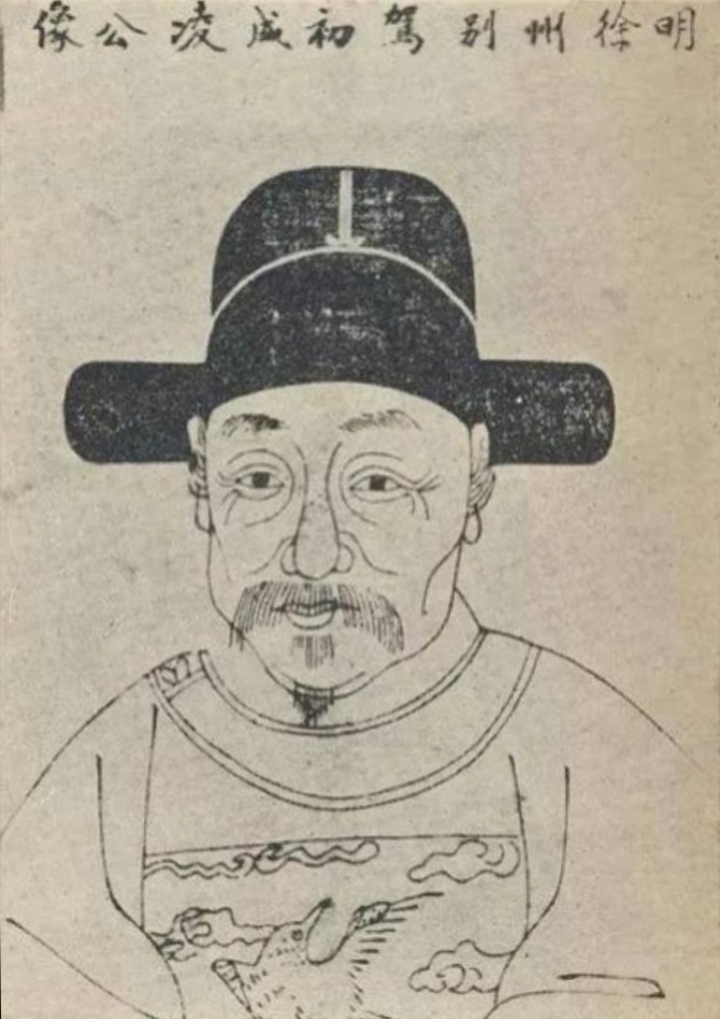
portrait en buste de Auteur Ling Mengchu

Le Pai'an jingqi (chinois : 拍案驚奇 ; pinyin : pāi'àn jīngqí ; litt. « Frapper sur la table de surprise émerveillée »), ou Er Pai (chinois : 二拍 ; pinyin : èr pāi ; litt. « Les deux Pai »), est un recueil en deux volumes, parus en 1628 et 1633, sous le règne de Chongzhen, de la dynastie Ming, de contes en langue vulgaire (ou huaben) de Ling Mengchu.
Ling Mengchu a écrit ses histoires inspiré par le succès des Trois propos de Feng Menglong. Le premier volume (Chuke pai'an jingqi) et le second (Erke pai'an jingqi) sont aussi connus sous le nom de Er Pai (les « deux Pai »). Comme pour les volumes de Feng, chaque volume contient quarante histoires. Plus précisément, l'ensemble comprend soixante-dix-huit huaben, puisque l'un d'eux figure dans les deux volumes, et que le second se termine par un zaju (pièce de théâtre), « Song Kongming nao yuanxiao » (« Song Jiang jette le trouble dans la fête de la première lune de l'année »). Pour la plupart de ses histoires Ling trouvent ses sources dans des récits classiques et des anecdotes antérieurs.
Ling Mengchu est partisan d'une littérature écrite non pas à des fins d'édification, mais de divertissement. Il recherche l'extraordinaire dans l'ordinaire, privilégiant le réalisme sous toutes ses facettes, y compris dans le domaine de la sexualité. Nombre de ces récits sont des histoires d'amour qui, sur le mode de la comédie, se terminent par le mariage. Ling se plaît aussi à mettre en avant des changements de fortune inattendus, ou encore à faire la satire de certaines manies et des vices. Dans ses histoires de cas judiciaires, il s'intéresse avant tout aux conséquences des crimes et à leur punition.

## Traductions
- Ling Mong-tch'ou, L'Amour de la renarde. Marchands et lettrés de la vieille Chine (Douze contes du xviie siècle), trad. André Lévy, Gallimard/Unesco, Connaissance de l'Orient, 1970.
- Spectacles curieux d'aujourd'hui et d'autrefois (Jingu qiguan), traduits par Rainier Lanselle, Gallimard, coll. « Bibliothèque de la Pléiade », 1996  (ISBN 2-07-011332-9). — Anthologie du XVIIe siècle reprenant des contes des Trois propos de Feng Menglong et du Pai'an jingqi.